# Jarosław Gowin
Jarosław Adam Gowin (ur. 4 grudnia 1961 w Krakowie) – polski polityk, filozof i publicysta, doktor nauk humanistycznych.
Senator VI kadencji (2005–2007), poseł na Sejm VI, VII, VIII i IX kadencji (2007–2023). Minister sprawiedliwości (2011–2013), przewodniczący klubu parlamentarnego Zjednoczona Prawica (2014–2015), minister nauki i szkolnictwa wyższego (2015–2020), wiceprezes Rady Ministrów (2015–2020 oraz 2020–2021), minister rozwoju, pracy i technologii (2020–2021). Założyciel i prezes Polski Razem (2013–2017) oraz Porozumienie (2017–2022).

## Życiorys

### Wykształcenie i działalność zawodowa
Jest synem Ludwika i Aliny. Jego rodzice po wojnie działali w Zrzeszeniu „Wolność i Niezawisłość”.
Uczęszczał do Liceum Ogólnokształcącego im. Króla Stanisława Leszczyńskiego w Jaśle. Przez dziewięć lat był bramkarzem drużyny juniorów piłkarskiego klubu Czarni 1910 Jasło. Studiował historię filozofii na Uniwersytecie Jagiellońskim. Na uczelni był członkiem „Solidarności” i Niezależnego Zrzeszenia Studentów. Podczas studiów brał udział w wykładach w Dominikańskim Duszpasterstwie Akademickim „Beczka”. Tam poznał Jana A. Kłoczowskiego i Macieja Ziębę, jak również osoby z kręgu Jerzego Turowicza. W 1985 uzyskał tytuł zawodowy magistra.
W latach 80. przebywał w ramach stypendium na Uniwersytecie Cambridge. Pracę zawodową rozpoczął w Instytucie Nauk Społecznych Wyższej Szkoły Pedagogicznej w Krakowie. Następnie był zatrudniony w Społecznym Instytucie Wydawniczym „Znak”. W latach 1994–2005 pełnił funkcję redaktora naczelnego wydawanego przez Instytut miesięcznika „Znak”. Zasiadał też w zarządzie wydawnictwa. 21 lipca 2017 został usunięty z redakcji miesięcznika „Znak”, co uzasadniono wspieraniem „działań obozu rządzącego (...) zmierzających do pozbawienia niezależności władzy sądowniczej”.
W 2001 w Instytucie Studiów Politycznych PAN uzyskał stopień naukowy doktora rozprawą zatytułowaną Kościół w czasach wolności 1989–1999. Promotorem pracy był Wojciech Roszkowski.
Jest autorem książek, m.in. analizy sporów ks. Józefa Tischnera o Kościół katolicki pt. Religia i ludzkie biedy. Razem z Manfredem Spiekerem jest autorem publikacji pt. Zaangażowanie czy defensywa – katolicy w życiu Polski i Niemiec. Razem z Dorotą Zańko współtworzył wywiady rzeki z arcybiskupem Józefem Życińskim (Niewidzialne światło) oraz z ks. Józefem Tischnerem (Przekonać Pana Boga). Napisał kilkaset artykułów filozoficznych, politologicznych, recenzji i wspomnień. W latach 90. zajmował się problemami Kościoła katolickiego w Polsce oraz pontyfikatem Jana Pawła II. Należy do pomysłodawców „Dni Tischnerowskich” i Uniwersytetu Latającego Znak-u. Zorganizował mający służyć studentom fundusz stypendialny „Józek Szkolny”. Był współtwórcą i od 2003 do 2011 rektorem Wyższej Szkoły Europejskiej im. ks. Józefa Tischnera. Został członkiem rady patronackiej Krakowskiego Hospicjum dla Dzieci imienia księdza Józefa Tischnera. Był wśród założycieli Stowarzyszenia Siemacha.

### Działalność polityczna

#### Do 2015
W 1990 podjął współpracę z Forum Prawicy Demokratycznej założonym przez Aleksandra Halla, później był przez kilka lat związany ze środowiskiem Unii Demokratycznej i Unii Wolności.
W 2005 z ramienia Platformy Obywatelskiej w okręgu krakowskim został wybrany do Senatu. Po rezygnacji Jana Rokity ze startu w wyborach parlamentarnych w 2007 został umieszczony na pierwszym miejscu listy PO do Sejmu, po czym wstąpił do partii. Uzyskał mandat poselski, otrzymując 160 465 głosów. Wkrótce po wyborach wszedł w skład zarządu krajowego Platformy Obywatelskiej (zasiadał w nim do października 2010). W wyborach w 2011 z powodzeniem ubiegał się o reelekcję, dostał 62 570 głosów.
18 listopada 2011 prezydent Bronisław Komorowski powołał go na urząd ministra sprawiedliwości w drugim rządzie Donalda Tuska. 29 kwietnia 2013 prezes Rady Ministrów zapowiedział odwołanie Jarosława Gowina ze stanowiska ministra sprawiedliwości. Do odwołania przez prezydenta doszło tydzień później.
W tym samym roku Jarosław Gowin wystartował jako jedyny kontrkandydat Donalda Tuska w bezpośrednich wyborach na stanowisko przewodniczącego PO. W głosowaniu przegrał z dotychczasowym liderem, otrzymując 4114 głosów ważnych (20,42%). 9 września 2013 poinformował o opuszczeniu Platformy Obywatelskiej, zostając posłem niezrzeszonym. Rozpoczął następnie organizowanie konwencji regionalnych, uruchamiając akcję społeczną „Godzina dla Polski”, z której wyłonił się ruch społeczny. W projekt zaangażowali się m.in. dwaj inni posłowie niezrzeszeni, którzy opuścili PO. Jarosław Gowin podjął także współpracę programową z gronem ekspertów oraz z partią Polska Jest Najważniejsza i ze Stowarzyszeniem „Republikanie” (założonym przez posła Przemysława Wiplera).
7 grudnia 2013 ogłosił powstanie na bazie ruchu społecznego „Godzina dla Polski” nowej partii Polska Razem (pełna nazwa przyjęta przez ugrupowanie do 6 marca 2015 brzmiała „Polska Razem Jarosława Gowina”, następnie „Polska Razem – Zjednoczona Prawica”). Objął funkcję jej prezesa.
W wyborach do Parlamentu Europejskiego w 2014 otwierał listę swojej partii w okręgu małopolsko-świętokrzyskim, jego ugrupowanie nie osiągnęło progu wyborczego. W lipcu tego samego roku został przewodniczącym nowo powołanego klubu parlamentarnego Sprawiedliwa Polska, skupiającego posłów oraz senatora z Polski Razem i Solidarnej Polski (w marcu 2015 klub przyjął nazwę „Zjednoczona Prawica”). W tym samym miesiącu obie te partie nawiązały ponadto współpracę z Prawem i Sprawiedliwością. 9 września 2014 prezydent Bronisław Komorowski powołał go w skład Rady Bezpieczeństwa Narodowego.

#### Od 2015
W wyborach parlamentarnych w 2015 kandydował do Sejmu z ostatniej pozycji listy Prawa i Sprawiedliwości w okręgu krakowskim. Uzyskał mandat posła VIII kadencji, otrzymując 43 539 głosów (zgodnie z wcześniejszą umową, wraz z innymi parlamentarzystami Polski Razem zasiadł w klubie PiS). 16 listopada 2015 objął urzędy wicepremiera oraz ministra nauki i szkolnictwa wyższego w rządzie Beaty Szydło.
4 listopada 2017 ogłosił utworzenie na bazie głównie Polski Razem nowego ugrupowania pod nazwą Porozumienie. 11 grudnia 2017 został ponownie powołany na urzędy wicepremiera oraz ministra nauki i szkolnictwa wyższego w nowo utworzonym rządzie Mateusza Morawieckiego. W 2018 z jego inicjatywy przeprowadzono reformę szkolnictwa wyższego i nauki poprzez uchwalenie nowej ustawy – prawa o szkolnictwie wyższym i nauce, określanego też jako „Ustawa 2.0” i „Konstytucja dla Nauki”. Reforma zebrała zróżnicowane opinie. Podnoszono w znacznej mierze trafną diagnozę problemów, z drugiej strony wskazując na nieprzemyślane i tworzone w pośpiechu sposoby ich rozwiązania. Zwracano też uwagę, że – dysponując pozycją polityczną wicepremiera – Jarosław Gowin mógł w znacząco większym stopniu przyczynić się do rozwoju nauki w Polsce.
W wyborach w 2019 z powodzeniem ubiegał się o poselską reelekcję, otrzymując 15 802 głosy. 15 listopada 2019 objął ponownie dotychczasowe stanowiska rządowe, wchodząc w skład drugiego gabinetu dotychczasowego premiera.
Na początku kwietnia 2020, w okresie sporów co do możliwości i sposobu przeprowadzenia wyborów prezydenckich w obliczu pandemii COVID-19, podał się do dymisji z zajmowanych stanowisk w rządzie. Postanowieniem z 8 kwietnia prezydent Andrzej Duda na wniosek premiera odwołał Jarosława Gowina z dniem 9 kwietnia z urzędów wicepremiera oraz ministra.
6 października 2020 Jarosław Gowin powrócił do rządu – prezydent Andrzej Duda na wniosek premiera Mateusza Morawieckiego powołał go wówczas na urzędy wiceprezesa Rady Ministrów oraz ministra rozwoju, pracy i technologii. Latem 2021 jego ugrupowanie krytykowało propozycje zmian dotyczące rynku mediów oraz propozycje podatkowe w ramach ogłoszonego rządowego programu „Polski Ład”.
10 sierpnia 2021 premier Mateusz Morawiecki złożył do prezydenta wniosek o odwołanie Jarosława Gowina z zajmowanych stanowisk rządowych. Następnego dnia Andrzej Duda odwołał go z tych funkcji, a kierowana przez Jarosława Gowina partia ogłosiła opuszczenie koalicji rządowej. W tym samym miesiącu, w związku z decyzją o wystąpieniu parlamentarzystów Porozumienia z KP PiS, współtworzył nowo powstałe koło parlamentarne swojej partii.
Pod koniec listopada 2021 w wyniku depresji trafił do szpitala, który opuścił w drugiej połowie grudnia tego samego roku; w związku z tym zawiesił czasowo aktywność publiczną. 10 grudnia 2022 na kongresie nadzwyczajnym Porozumienia złożył rezygnację z funkcji prezesa partii; jego następczynią została dotychczasowa wiceprezes ugrupowania Magdalena Sroka. W lipcu 2023 został posłem niezrzeszonym, gdy koło Porozumienia rozwiązało się po przystąpieniu jego pozostałych posłów do klubu Koalicji Polskiej. Nie startował w wyborach w tym samym roku; decyzję o niekandydowaniu do parlamentu ogłosił kilka miesięcy przed głosowaniem. Został później członkiem zespołu doradczego w Głównym Urzędzie Miar.
W styczniu 2024 zeznawał przed sejmową komisją śledczą ds. wyborów korespondencyjnych.
W 2025 został pełnomocnikiem prezydenta Chełma ds. współpracy z uczelniami wyższymi oraz partnerstwa międzynarodowego.

## Życie prywatne
Jest żonaty z Anną. Ma troje dzieci: Zbigniewa, Weronikę i Ziemowita.

## Wyróżnienia
W 2010 otrzymał medal z okazji 100-lecia istnienia klubu Czarni 1910 Jasło. W 2013 otrzymał honorowe obywatelstwo Stowarzyszenia Ludzi Aktywnych „Horyzonty”.

## Wyniki wyborcze
| Wybory | Komitet wyborczy  | Komitet wyborczy       | Organ                              | Okręg            | Wynik            |
| ------ | ----------------- | ---------------------- | ---------------------------------- | ---------------- | ---------------- |
| 2005   |                   | Platforma Obywatelska  | Senat VI kadencji                  | nr 12            | 157 083 (25,47%) |
| 2007   | Sejm VI kadencji  | Platforma Obywatelska  | nr 13                              | 160 465 (28,58%) |                  |
| 2011   | Sejm VII kadencji | Platforma Obywatelska  | nr 13                              | 62 570 (12,35%)  |                  |
| 2014   |                   | Polska Razem           | Parlament Europejski VIII kadencji | nr 10            | 40 699 (4,45%)   |
| 2015   |                   | Prawo i Sprawiedliwość | Sejm VIII kadencji                 | nr 13            | 43 539 (8,02%)   |
| 2019   | Sejm IX kadencji  | Prawo i Sprawiedliwość | 15 802 (2,43%)                     | nr 13            |                  |